# Maurizio Gerbaix de Sonnaz
Pour les articles homonymes, voir Gerbais et Gerbaix.
Pour les autres membres de la famille, voir Famille Gerbais de Sonnaz.
Maurice Gerbais de Sonnaz, italianisé en Maurizio Gerbaix de Sonnaz, né le 26 novembre 1816 à Turin et mort le 21 mai 1892 à Turin, est un militaire et homme politique italien. Il appartient à la famille noble, d'origine savoyarde, Gerbais de Sonnaz. Il porte les titres de comte, marquis de La Roche et du Châtelet de Credoz, seigneur de Mondésir.

## Biographie

### Famille
Maurizio Gerbaix de Sonnaz est le fils du général comte Joseph-Marie Gerbaix de Sonnaz (1784-1863) et de Enrichetta Graneri de La Roche (ou della Rocchia).
Il épouse Luisa de Rescado de Molac.

### Carrière militaire
Le comte de Sonnaz participe aux guerres successives d'indépendance de la future Italie : Première (1848/149), deuxième (1859) en participant notamment à la bataille de Montebello et troisième guerre d'Indépendance italienne (1866).
De 1883 à 1896, il est commandant général des troupes alpines, son compatriote Léon Pelloux lui succèdera.

### Carrière politique
Le comte de Sonnaz est élu député au Parlement du royaume de Sardaigne lors des VIIe (1860) et VIIIe (1861-65) législatures.
Il est nommé sénateur d'Italie le 1er décembre 1870, pour la Xe législature.
Il fut membre de la Franc-maçonnerie.

## Décorations
- Grand officier de l'ordre militaire de Savoie (1861)
- Grand cordon de l'Ordre de la Couronne d'Italie (1868)
- Commandeur (1872), puis grand officier (1860), grand cordon (1867) de l'ordre des Saints-Maurice-et-Lazare
- Commandeur de l'Ordre de la Légion d'honneur (1859)